# Шуйські
Шу́йські — князівський рід, нащадки суздальських князів. Походять від Рюриковичів.
Протягом всього правління московської лінії Рюриковичів були принцами крові, і мали право на царський трон. Такий випадок трапився, коли помер Федір Іванович, і  після деякої паузи (Годунов Борис) царем став Василь IV Шуйський.

## Походження роду
Суздальські князі походять від Андрія Ярославича, брата Олександра Ярославича (Невського). Але вже в XIV столітті, намагаючись ще більш звеличити свій рід, Суздальсько-Нижегородські князі, пращури Шуйських, оголосили своїм родоначальником другого сина Олександра Невського, князя Городецького Андрія, що робило їх старшою гілкою по відношенню до Московських Рюриковичів, які походили від молодшого сина Олександра Невського — Данила. Несправжність версії про походження Шуйських від Андрія Олександровича доведена, зокрема Г. В. Абрамовичем.
В другій половині 14 століття Суздальське князівство було послаблене боротьбою з татарами. Після приєднання князівства до московського, Василь Дмитрович Кирдяпа, правонаступник останнього суздальського князя, змирився з долею і отримав у володіння місто Шуя. Його нащадки стали називатися Шуйськими. Шуйськими також називали нащадків його брата Семена Дмитровича.

## Литовська гілка

Князівський герб Погоня Руська, який використовували князі Шуйські у ВКЛ

Іва́н Дми́трович Гу́бка Шу́йський (бл. 1515 — бл. 1560) вважається предком литовських Шуйських (Szujski/Szuyski). Близько 1536 року він втік до Великого князівства Литовського. Для того щоб родичі не попрямували за Іваном Губкою, з інших Шуйських були зібрані поручні записи. Князь Шуйський брав активну участь у 1540–1542 рр. в роботі комісарського суду в Вільно.
Князі Шуйські від 1676 року володіли Ясногородським маєтком у Київському повіті.
З Шуйських відомі, як власники Ясногородського маєтку:
- Домінік, що помер у 1720 році
- з 1720 до 1725 його старший син Микола, який був бездітним.
- в 1725–1750 рр. — Ігнатій «на Жеребужу, Хойниках і Ясногородці князь Шуйський» — хорунжий воєводства Брестського, староста Яловський;
- від 1751 року дочка Ігнатія Анель, яка одружилася зі своїм далеким родичем Войцехом Шуйським[2].

Нащадки Івана Губки в Польщі живуть донині, але не користуються своїм князівським титулом.
Князі Жижемські є найбільш знатним родом із нині сущих Рюриковичів, оскільки є прямими нащадками детронізованих Великих князів Смоленських. Ще один рід, князі Шуйські, є прямими нащадками Великих князів Нижньогородсько-Суздальського великого князівства. Всі інші Рюриковичі походять від удільних та служивих князів.